# Le Crazy Horse Saloon

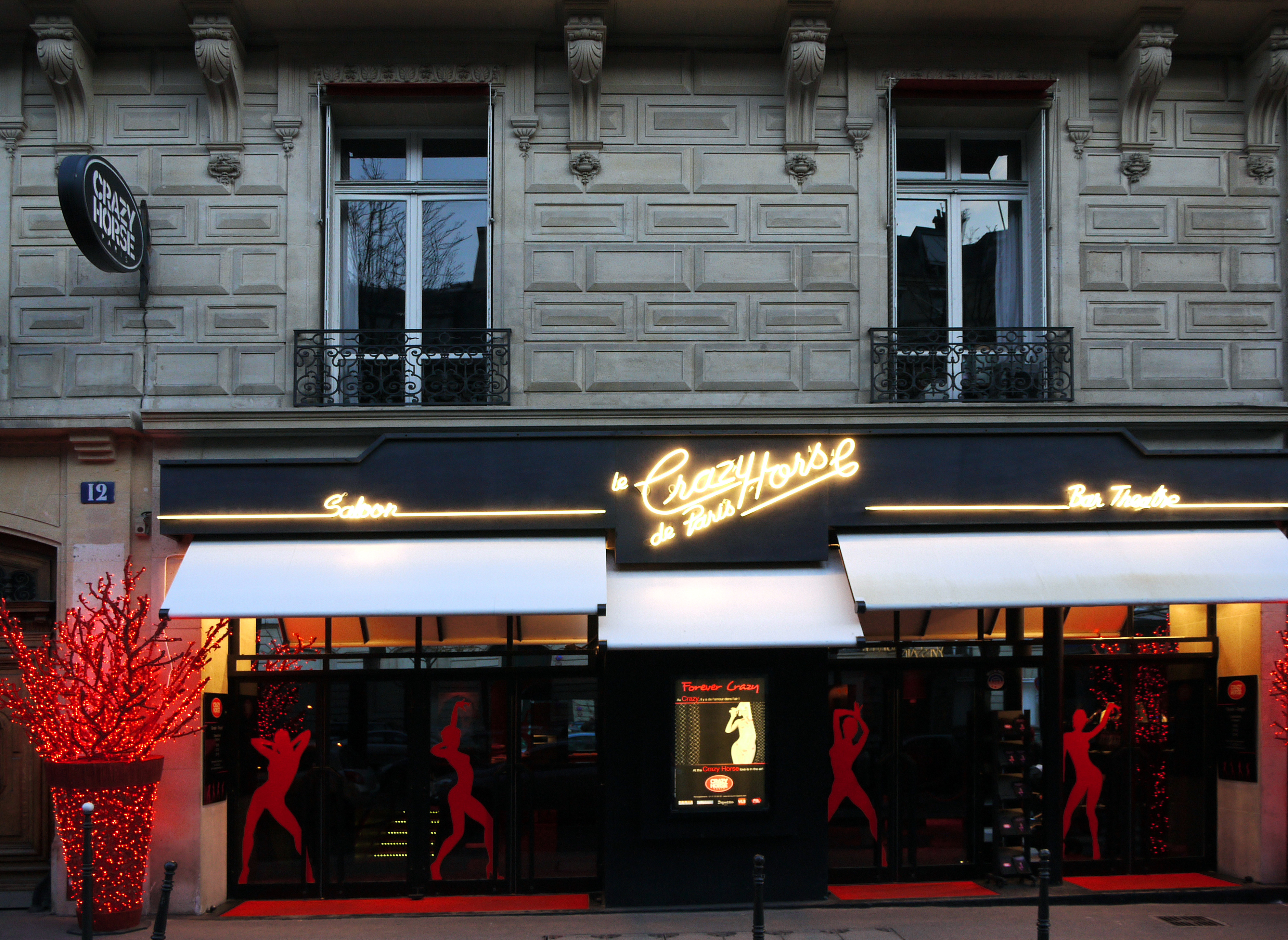
Le Crazy Horse Saloon

Le Crazy Horse Saloon of Le Crazy Horse de Paris is een cabaret in Parijs dat bekendstaat om zijn optredens door naakte danseressen. De eigenaars hebben bijgedragen aan het creëren van soortgelijke shows in andere steden en dat staat los van bedrijven die ook gebruik hebben gemaakt van de uitdrukking Crazy Horse in hun naam.
De Crazy Horse Saloon is gevestigd in een twaalftal samengevoegde voormalige wijnkelders van een indrukwekkend Haussmangebouw op Avenue George V no 12 in het 8e arrondissement van Parijs.
Alain Bernardin opende de Crazy Horse in 1951 en had daar persoonlijk tientallen jaren de leiding, tot aan zijn dood in 1994 door zelfmoord. Veel van de oorspronkelijke obers (hun namen waren in grote letters op de achterkant van hun vesten gestikt) werden ook belangrijke aandeelhouders in het oorspronkelijke bedrijf.
De danseressen worden geselecteerd op hun lengte en de omvang van hun borstgrootte en figuur. Met ingang van 2008 is de onderneming nog steeds een familiebedrijf, nu in handen van de drie inmiddels volwassen kinderen van Bernardin.
Het gebruik van de naam Le Crazy Horse de Paris voor de originele, Le Crazy Horse de Singapore gold ook voor een soortgelijke, maar nu ter ziele gegane show in die stad, en de Crazy Horse de Paris voor een show in Las Vegas (voorheen La Femme).
Samen met de dansers is de Crazy Horse ook een populaire plek voor veel andere artiesten, zoals goochelaars, jongleurs, en mimespelers. Onder het nieuwe management is Crazy Horse onlangs gestart met beroemde en prestigieuze artiesten die strippen in een beperkt aantal shows, zoals Dita Von Teese, Carmen Electra, Aria Cascaval, Arielle Dombasle en Pamela Anderson met Philippe Decoufle als choreograaf.
Een filiaal geopend op de Clarke Quay, Singapore in december 2005, sloot in februari 2007 als gevolg van slechte zaken.
|  |  |

## Met dezelfde naam opererend
- Crazy Horse Gentlemen's Club, San Francisco, Californië
- Crazy Horse Too, Las Vegas
- Crazy Horse, Myrtle Beach, South Carolina
- Crazy Horse, Adelaide, Australië
- Crazy Horse, Gold Coast, Australië
- Crazy Horse, Winston-Salem, North Carolina
- Crazy Horse, Akron, Ohio
- Crazy Horse, Kaohsiung, Taiwan
- Crazy Horse Too, Philadelphia, Pennsylvania
- Crazy Horse Cabaret, New York